# Cândido Godói
Cândido Godói is een gemeente in de staat Rio Grande do Sul, Brazilië. 

## Terra dos Gêmeos
Josef Mengele vloog hierheen tijdens de naderende overwinning van de geallieerden. Hij zette onder meer zijn studie en medische ingrepen door naar de wetenschap omtrent tweelingen. Sinds zijn aankomst in 1963 is het aantal tweelingen sterk gestegen, het komt in deze gemeenschap voor met een ratio van 1 op 5 in plaats van het normale 1 op 80.
Op 27 november 2009 werd echter gemeld, dat onderzoekers hadden geconcludeerd dat Josef Mengele niet verantwoordelijk was voor een opmerkelijke geboortegolf van tweelingen in het Braziliaanse dorp Cândido Godói na de Tweede Wereldoorlog..